# Non-sens
Un non-sens est un propos, une proposition, une phrase dépourvue de sens. Il s'agit d'une notion proche de l'absurde. Par extension, le mot anglais nonsense peut désigner certaines formes d'humour absurde.
Si l'on peut qualifier de non-sens un propos inintelligible, alors il faut accorder au non-sens un caractère subjectif. De fait, concrètement, la notion semble d'une insondable subjectivité. Par exemple, ces propos sont-ils des non-sens ? :
« Le sens de la vie, c'est son non-sens. »
« C'est à la lumière du sens de « je mens » que l'on détermine qu'il s'agit d'un non-sens. »[style à revoir]

## Épistémologie
« La plupart des propositions et des questions qui ont été écrites touchant les matières philosophiques ne sont pas fausses, mais sont dépourvues de sens. Nous ne pouvons donc en aucune façon répondre à de telles questions, mais seulement établir leur non-sens. »

— Ludwig Wittgenstein, Tractatus logico-philosophicus, 4.003
L'imagerie cérébrale a établi certains faits. Les images cérébrales obtenues par tomographie par émission de positons montrent que lorsqu'un sujet entend un discours sans le comprendre, l'activité du cerveau est limitée au système auditif, mais, lorsqu'il comprend, un nombre important d'aires cérébrales dans les régions frontales et temporales de l'hémisphère gauche s'activent. Ainsi, un signifiant peut être produit et perçu sans que lui soit automatiquement associé un signifié.